# Republika
Republika je oblika vladavine v državi, kjer vodja države ni monarh. Beseda izhaja iz latinskega izraza re- publica, ali »javna zadeva«, in nakazuje, da je prebivalstvo udeleženo pri odločanju o državnih zadevah. Pojem in ideja republike izvira iz antike, a je tedaj pomenila uporabo senata in predstavniške demokracije glede zakonodaje. Ker je šlo za dodelan zakonodajni sistem in je senat ostal kot aktivno telo tudi ob cesarstvu, so republikansko ureditev imenovali predvsem ureditev, kjer se ljudje prerekajo o zakonih in jih oblikujejo z glasovanjem in preurejanjem besedil.  Koncept demokracije pa vendarle ni implicitno povezan z republiko. Republikanska oblika oblasti lahko vključuje omejeno demokracijo, kjer so pravice dostopne le omejenemu krogu ljudi. V nekaterih primerih je lahko republika diktatorska ali totalitarna država. Izraz pravzaprav pomeni, da gre za predstavniško demokracijo, torej skupščino, parlament, državni zbor, delegate, predstavnike vseh županij, vsej pokrajin, predstavnikov, ki so prišli zastopati prebivalstvo na podlagi imenovanja, volitev, kot predstavnik elektorne komisije.
Beseda je bila v slovenščino prevzeta prek italijanske repubblica ali nemške Republik iz francoske république.

## Vrste republik
- ustavna republika
- parlamentarna republika
- predsedniška republika
- zvezna republika, konfederacija, federacija (njen sestavni del je lahko republika: primeri ZSSR, SFRJ, Češkoslovaška)
- islamska republika
- arabska republika
- commonwealth
- svobodna država

## Republika in ustava
Ker je izraz starejši od ustavne ureditve republike, je tako uporabljen na zelo različne načine. Grška demokracija je vsebovala elemente republike, a ker je izraz iz starega Rima, latinski, se uporablja za velike države. 
Za republiko je po modernih značilnosti najpomembnejše, da izključuje možnost kralja kot predstavnika države. Predvideva volitve ob vnaprej predpisanem času, izvoljeni predstavniki zborov imajo časovno omejeno pooblastilo z ali brez obveznih navodil. Izvoljen je tudi predstavnik države, predstavnik vlade, sodišče, včasih tudi še kdo drug (tožilec, vodja lokalne policije, nekateri sodniki), Rešitve so zakonodajna materija in se tako spreminjajo in preoblikujejo neodvisno v različnih republikah. 
Ustava je pravni akt, ki predpisuje in pravno oblikuje državno ureditev. Pri republikah je to izrazito najpomembnejši akt, saj je poleg zgodovinskega spomina najbolj stabilen vir navodil za ljudi, ki vodijo državo.
Republike so tudi države, ki se lahko povezujejo v zvezo držav. Poznamo tako federativne republike, ki se združijo v federacijo, in konfederativne republike, ki se združijo v konfederacijo. Federacija je občutno bolj zavezujoča povezava držav. Taka zveza republik na nivoju vseh republik spet potrebuje ustavo, ki velja za vse republike enakovredno. 

## Republika in človekove pravice
Starorimski izraz za republiko je pomenil predvsem zborno oblikovanje zakonodaje. Stari Rim od ukinitve kraljev do Avgusta ohranja strogo republikansko državo, ki se je naslanjala na razvito kmetijstvo, močno trgovinsko ureditev in gradnjo vojaške pehote. Republika je zahtevala visoko pravno kulturo, dobro poznavanje vseh vrst predpisov in hitro, včasih grobo, reševanje sporov. Z leti so predpisi postali manj obvladljivi, vojaštvo in kmetijstvo pa sta se vedno bolj umikala uspešni trgovini vedno večjega ozemlja države. Cesarstvo je tako ohranilo živahno zakonodajno delovanje, a cesar je lahko v najkrajšem času spreobrnil delovanje senata ali uprave.
Ob ponovnem prevzemanju nekaterih značilnosti stare republike so kralji v 16.stoletju prihajali v konflikt s fevdalnimi plemiči in mestnimi državami. Manjše države so potrebovale znanje za pospeševanje trgovine, a razvoj mest ni vedno ustrezal fevdalizmu. Ob vojnah pa so lahko prišli do kompromisov, močnejši kralji pa so lahko zaostrili odnose v smeri privatizacije pretoka blaga. V smislu gospodarjenja je bilo kmalu jasno, da so lahko male države iz trgovinskih središč pridobile več obilja kot fevdalni kralj z vojsko in davščinami. Tako so se razvile različne ureditve, ki bi omogočile prijeten položaj kralju in največje dobičke kraljestvu. Nekje so se kralji ali graščaki dejansko umaknili. 
Konflikt med republikansko in monarhično ureditvijo je nastal zaradi revolucij, kjer je predstavniški dom odstavil kralja. Ko se je oblikovala republikanska ureditev, je bil to velik šok in je prenesel zelo različne rezultate glede na čas in kraj. Zgodovina sedaj prepozna mnogo vmesnih faz in popisuje neugodno nasilne menjave oblasti. Tako poznamo Razsvetljeni absolutizem, kjer je cesar izrabil mnogo inovacij in pridobitev, zakonodajnih izboljšav brez večjih ugovorov, preprosto, ker so bili dobri. Poznamo Magno carto, dokument, ki prepozna, da predstavnika/poslanca parlamenta kralj ni mogel zapreti brez sodne odločbe, pa tudi dokument, kjer predpisuje, da le predstavniški dom z zakonom lahko predpiše davek. 

## Republika z močnim predsednikom
Predsedniška republika ponudi močan položaj neposredno izvoljenemu vodji države, njenemu predstavniku. Ta moč je lahko vidno močnejša od predsednika vlade in tako spominja na kralja ustavne monarhije ali ima celo še večje pristojnosti. Te novosti pomenijo. da je republika blizu diktaturi ali despotizmu, če se predsednik noče odpovedati oblasti po poteku mandata. Neomejen mandat predsednika kot recimo ustavna materija ohrani republiko le, če se ustava spoštuje glede vseh ostalih predpisov. Republika preneha biti republika, če se mandat predstavnika vlade deduje ali če je večina zakonodaje sprejeta brez izvoljenih predstavnikov, 
Republika v zgodnejših oblikah ni teoretično zahtevala delitev funkcij na zakonodajno, izvršno in sodno. Ta delitev je bila sprva teoretično sprejeta in vedno bolj dosledno uveljavljena v ustavah kot načelo delitve oblasti. Gre za dediščino razsvetljenstva. A poznamo republike, kjer poznajo načelo enotne oblasti, kjer je edini suveren ljudstvo, predstavniški organ. Tako so socialistične republike (izraz za tako obliko republike imenujemo Ljudska republika) stranko, skupščino in vodstvo štele za vnaprej skladne, usklajene. Večinoma štejejo, da so to težave zaradi prej zelo močne vloge vladarja ali zaradi uveljavitve zelo demokratične ureditve komuniciranja, kjer pa je lahko vladar vladal z ustrahovanjem njemu nelagodnih stališč. V tem smislu je zelo pomembno omejiti predsedniški mandat, saj je republika smiselna le ob rednem menjavanju oblasti, ki neizvoljene motivira za boljši program in boljši rezultat na volitvah.
Predsedniška republika prevladujoč položaj predsednika uravnava z neusklajenimi volitvami. Če predsednik doživi volitve predstavniškega doma ali senata večkrat med svojim zasedanjem, oziroma poslanci in stranke lahko kandidirajo in preuredijo vlado glede na predsedovanje predsednika, se lahko v javnosti izsili kritiko izvoljenih. Zelo problematične so volitve večine predstavnikov države v istem letu, saj imajo vsi enako legitimnost oblasti. Nesposobnost lahko tako ugotovijo le volilne ankete, katerim pa nihče pravno ne odgovarja v republiki. ZDA in Francija sta najbolj reprezentativna predstavnika predsedniške republike in ustava predpisuje polovično menjavo mandatov senatorjev.